# رودلف كالتنباش
رودلف كالتنباش (بالألمانية: Rudolf Kaltenbach)‏ (و. 1842 – 1893 م) هو طبيب، وأستاذ جامعي، وطبيب توليد، وطبيب توليد ‏ ألماني، ولد في فرايبورغ، كان عضوًا في الأكاديمية الألمانية للعلوم ليوبولدينا، توفي في هاله، عن عمر يناهز 51 عاماً.

## التعليم
تعلم في جامعة فيينا
.